# Great British Beer Festival

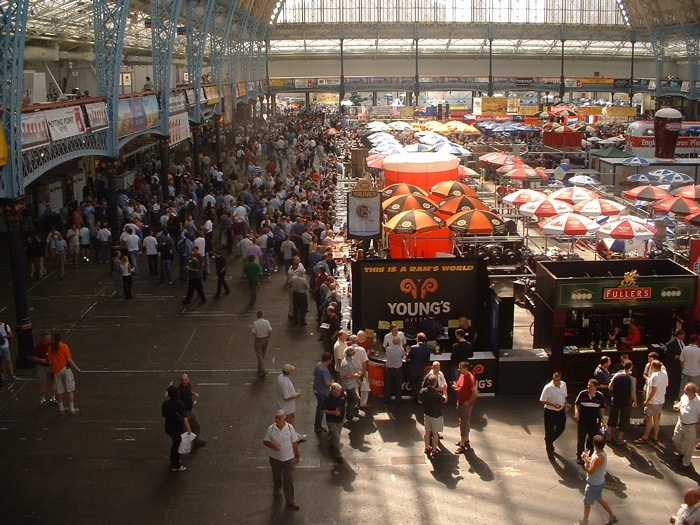
Vy över festivalen år 2004.

Great British Beer Festival, GBBF, en årligen av Campaign For Real Ale organiserad ölfestival. Festivalen hade år 2009 64 000 besökare.